# Portrait d'un vieillard
Portrait d'un vieillard est un tableau réalisé par le peintre flamand Quentin Metsys en 1513. De format vertical, cette huile sur papier marouflé sur toile est le portrait en buste d'un homme âgé devant un fond beige. Aperçu par son profil gauche, il porte un bonnet noir et un vêtement assorti garni de fourrure. L'œuvre est conservée au musée Jacquemart-André, à Paris, en France.
Il s'agit d'une étude pour le pendant de Vieille Femme grotesque, un portrait féminin à la National Gallery de Londres, au Royaume-Uni. Partie d'une collection particulière, la version définitive présente un fond vert et dote le sujet de mains, la droite étant levée et la gauche posée sur du marbre.

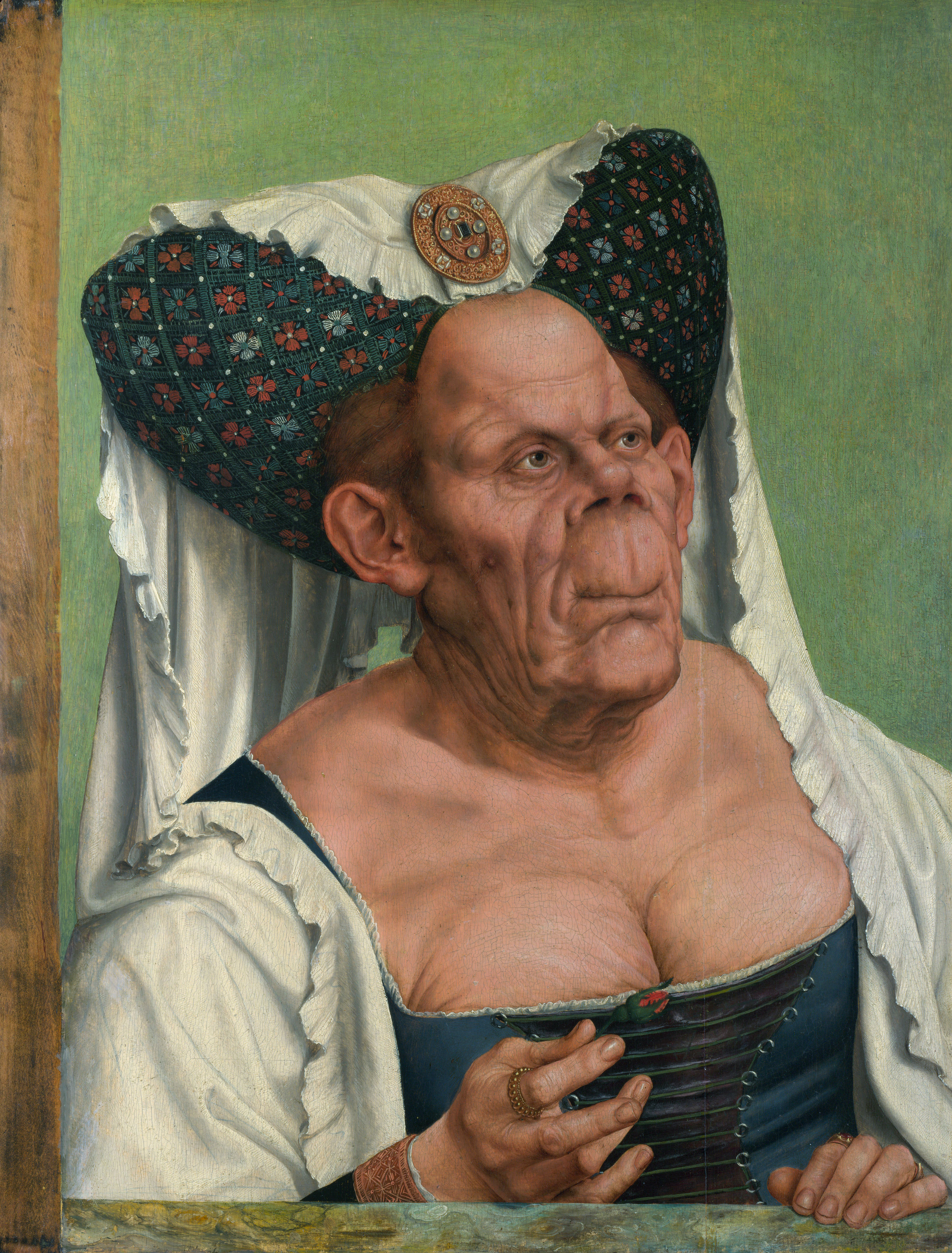
Vieille Femme grotesque, vers 1513 – National Gallery, Londres.
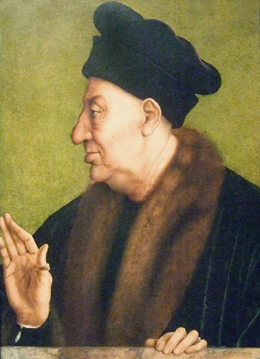
Pendant de Vieille Femme grotesque, vers 1513 – Collection privée.